# Школа № 11 (Мелітополь)
Середня загальноосвітня школа № 11 — загальноосвітній навчальний заклад у місті Мелітополь Запорізької області.

## Історія
Школа відкрилася 1936 року, ставши першим у місті навчальним закладом, побудованим у роки радянської влади. Першим директором школи був Іван Афанасьєв. Під час німецької окупації школа закрилася, і в ній був німецький військовий шпиталь. Але 1943 року, як тільки Мелітополь був звільнений радянськими військами, школа знову відкрилася.
У 2006 та 2011 роках (до 70-річчя та 75-річчя школи) школі було подаровано 2 комп'ютерні класи.
17 січня 2010 року, під час першого туру президентських виборів, у вікно кабінету іноземної мови було кинуто пляшку із запальною сумішшю. Сталася пожежа, але протягом 2 тижнів кабінет було відновлено.

## Інфраструктура
У школі працюють зоологічний музей, бібліотека, спортзал, майстерні, музей бойової слави.
Фасад школи довгий час потребував ремонту, і був відремонтований в 2012.

## Позакласна робота
У школі працює прес-центр Школи юних журналістів. Співробітники Приазовського національного природного парку часто організовують для школярів лекції та вікторини на екологічну тематику.

## Традиції
За тиждень до останнього дзвоника у школі проводиться свято «Крок до зірок», на якому вручаються подяки, нагороджуються переможці олімпіад.

## Досягнення
Учень школи № 11 Едуард Щебет був переможцем Всеукраїнської олімпіади з географії. У складі збірних міста учні школи досягали успіху на Всеукраїнському турнірі юних журналістів та обласних шахових турнірах.

## Відомі вчителі
- Борисов Володимир Петрович (нар. 1930) — учитель фізики в ЗОШ № 11 у 1965—1990 роках, заслужений учитель України[14]

## Відомі учні
- Вальтер, Сергій Георгійович (нар. 1958) — міський голова Мелітополя в 2010—2015 роках
- Буянов Юрій Анатолійович (1964—1982) — учасник Афганської війни, кавалер ордена Червоної Зірки[15]